# Aulacocyclus kaupi
Aulacocyclus kaupi là một loài bọ cánh cứng trong họ Passalidae. Loài này được MacLeay miêu tả khoa học năm 1869.